# William Burn

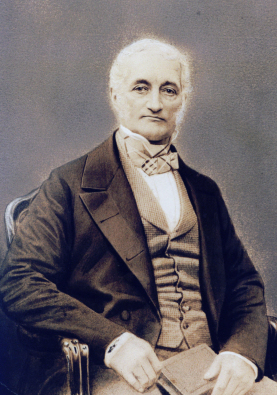
William Burn

William Burn (* 20. Dezember 1789 in Edinburgh; † 15. Februar 1870 in London) war ein schottischer Architekt. Von seinem 20. Lebensjahr an bis zu seinem Tod im Alter von 81 Jahren erhielt er bedeutende Aufträge. Er baute in vielen Stilrichtungen und war ein Pionier des Scottish Baronial.

## Leben
Burn wurde in der Rose Street in Edinburgh als Sohn des Architekten Robert Burn und seiner Frau Janet Patterson geboren. William wurde an der Royal High School in der Altstadt von Edinburgh ausgebildet.
Nach einer Ausbildung bei dem Architekten Sir Robert Smirke, dem Gestalter des British Museum, kehrte er 1812 nach Edinburgh zurück und gründete ein Büro. 1841 nahm er David Bryce als Schüler auf, mit dem er später eine Partnerschaft einging. Ab 1844 arbeitete er in London, wo er seinen Neffen John Macvicar Anderson als Partner annahm.
1827 wurde er zum Fellow der Royal Society of Edinburgh gewählt was ungewöhnlich für einen Architekten war. Er wurde von James Skene vorgeschlagen. 1845 trat ernach seinem Umzug nach London zurück.
Er starb in der Stratton Street 6 in Piccadilly, London und ist auf dem Kensal Green Cemetery direkt am Rand des Weges nordwestlich der anglikanischen Kapelle begraben.

## Schüler
Schüler von William Burn:
- John Honeyman
- David Bryce
- John Less
- George Meikle Kemp
- Thomas Braun
- James Campbell Walker
- William Eden Nesfield
- David McGibbon[5]

David Bryce perfektionierte den Architekturstil des Scottish Baronial.

## Architektur
Burn war ein produktiver Architekt und wandte sich gerne vielen verschiedenen Stilen zu. Er entwarf Kirchen, Schlösser, öffentliche Gebäude, Landhäuser, Denkmäler und andere Bauwerke, hauptsächlich in Schottland, aber auch in England und Irland.